# Traité de Maastricht (1843)
Pour les articles homonymes, voir Traité sur l'Union européenne.
Traité des XXIV articles

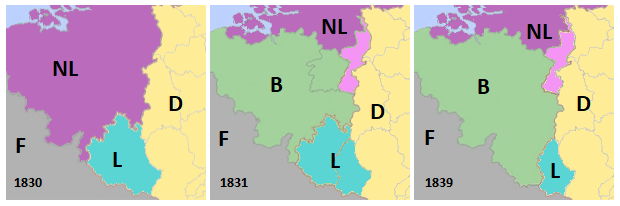
Carte représentant la formation territoriale de la Belgique entre 1830 et 1839. Le traité de Maastricht de 1843 fixa la frontière entre la Belgique et les Pays-Bas après la scission de la province de Limbourg.
Belgique
Confédération germanique
France
Grand-duché de Luxembourg
Royaume uni des Pays-Bas

Le traité de Maastricht est un traité signé entre la Belgique et les Pays-Bas, le 8 aout 1843 à Maastricht.
Il établit la frontière entre les deux pays, faisant suite au traité des XXIV articles signé à Londres le 19 avril 1839 après la fin de la guerre belgo-néerlandaise qui avait contraint la Belgique à céder une partie de la province de Limbourg à la confédération germanique.

## Contexte
Les deux pays étaient un seul et même état depuis 1815 : le royaume uni des Pays-Bas. Mais la Belgique proclame son indépendance le 4 octobre 1830 à la suite de la révolution belge. Un premier traité, le traité des XVIII articles, fut signé à Londres le 26 juin 1831, où les grandes puissances européennes reconnaissent l'indépendance du nouveau Royaume ainsi que ses frontières. Toutefois, il ne put être appliqué car la guerre belgo-néerlandaise faisait encore rage. Elle prit fin par la convention de Zonhoven le 18 novembre 1833 mais il fallut attendre un deuxième traité, le traité des XXIV articles du 19 avril 1839 pour que les frontières soient fixées. Le désaccord se marquait notamment sur la province de Limbourg qui était alors entièrement belge. Le traité contraint la Belgique à en céder la partie orientale à la confédération germanique en guise de compensation pour la perte de la partie occidentale du grand-duché de Luxembourg (qui deviendra la province de Luxembourg). Le Limbourg occidental devient alors la  province belge de Limbourg tandis que le Limbourg oriental reprit le nom de « duché de Limbourg » jusqu'à la dissolution de la confédération germanique après sa défaite lors de la guerre austro-prussienne en 1866. A ce moment, le Limbourg oriental fut définitivement rattaché aux Pays-Bas en tant que province néerlandaise de Limbourg, qui existe toujours aujourd'hui.
Restait donc à tracer la frontière entre la Belgique et les Pays-Bas suite au partage du Limbourg, c'est ce que fit le traité de Maastricht le 8 aout 1843 après un premier traité signé à La Haye le 5 novembre 1842 au sujet de leurs limites et de la navigation des eaux intérieures.

## Déroulement
Les pourparlers cherchant à déterminer la limite de résidence des catholiques belges et des protestants néerlandais ont été difficiles, des consultations d'archives quelquefois bien plus anciennes ont été utilisées et un tracé compliqué en a résulté ; plusieurs enclaves ou exclaves existent. Ceci est particulièrement frappant sur le village de Baerle, divisé en deux communes, Baerle-Duc et Baerle-Nassau, où la frontière passe à travers les maisons et où existent des enclaves minuscules. Mais dans ce cas précis, l'origine de ces enclaves est beaucoup plus ancienne.

## Conséquences
Lors de la signature de ce traité la frontière a légèrement été modifiée : une partie de la rive gauche de la Meuse dans les environs de Maastricht est revenue aux Pays-Bas.

## Signataires
- Belgique
  - André Jolly
  - Nicolas Berger
  - Jean-Baptiste Vifquain
  - Joseph Grandgagnage
  - Charles Vilain XIIII

- Pays-Bas
  - Paul Eustache Réné van Hooff
  - Guillaume Dominique Alois Kerens de Wolfrath
  - Michel Tock
  - François-Joseph-Charles-Marie Wirz
  - Etiènne de Kruyff